# Sion-les-Mines
 Sion-les-Mines  es una población y comuna francesa, situada en la región de Países del Loira, departamento de Loira Atlántico, en el distrito de Châteaubriant y cantón de Derval.

## Demografía
| 2283 | 2039 | 1786 | 1627 | 1499 | 1365 |
| Para los censos de 1962 a 1999 la población legal corresponde a la población sin duplicidades (Fuente: INSEE [Consultar]) |      |      |      |      |      |